# Wereldbeker schaatsen 2014/2015 - Wereldbeker 1

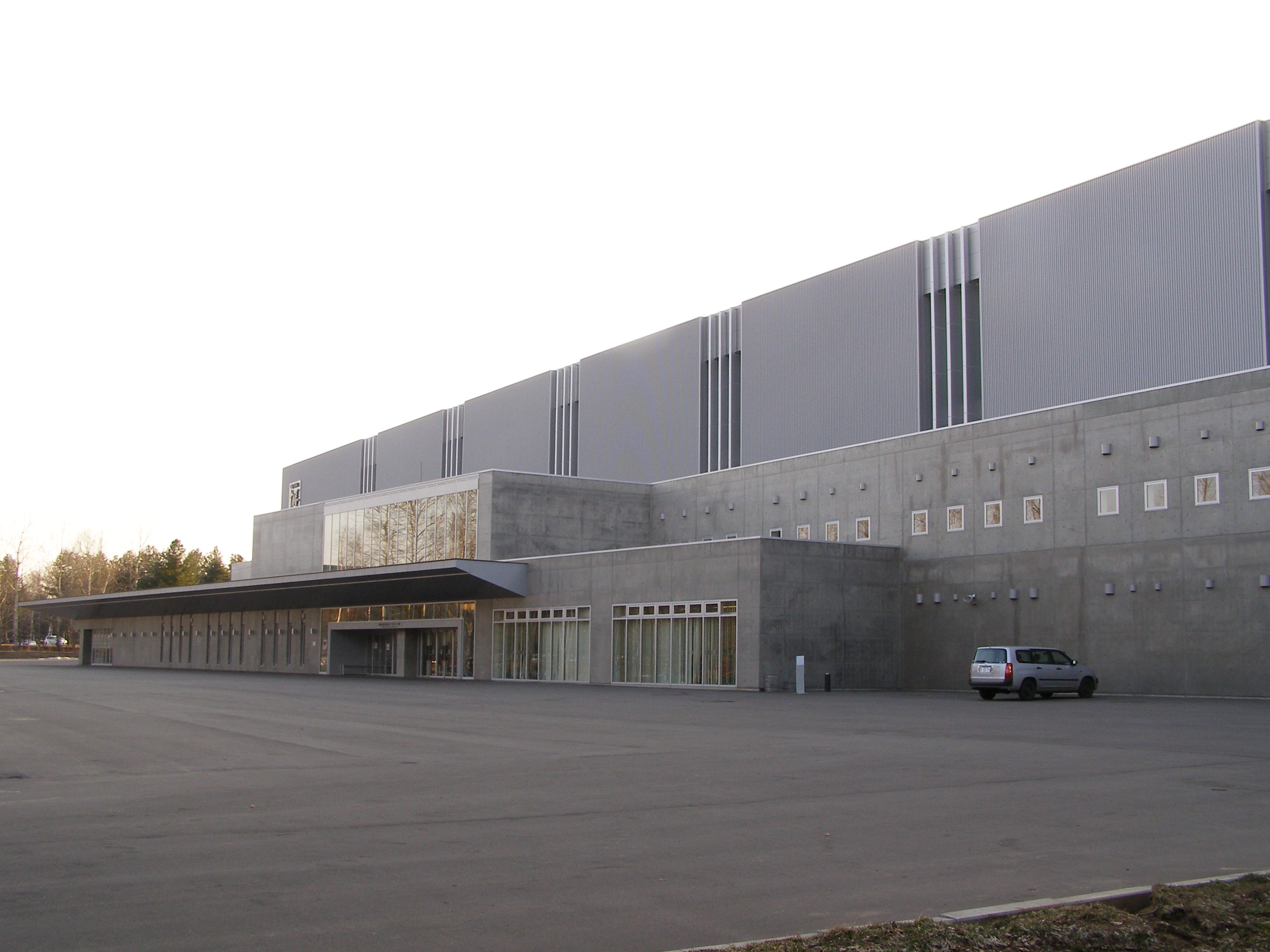
De ijshal van Obihiro

De Wereldbeker schaatsen 2014/2015 Wereldbeker 1 was de eerste wedstrijd van het Wereldbekerseizoen die van 14 tot en met 16 november 2014 plaatsvond op de Meiji Hokkaido-Tokachi Oval in Obihiro, Japan.
De Nederlandse schaatsers wonnen acht van de veertien onderdelen en op de 1500 meter mannen was er een volledig oranje podium. Het was de eerste wereldbekerweekend voor de Rus Pavel Koelizjnikov, die bij dit debuut twee gouden en een zilveren medaille won. Op alle afstanden werden de baanrecords verbroken.
De teamsprint werd als demonstratie-evenement verreden, bij de mannen won het Nederlandse team en bij de vrouwen het Japanse team.

## Tijdschema
| Datum                | Onderdeel                                                                                          |
| -------------------- | -------------------------------------------------------------------------------------------------- |
| Vrijdag 14 november  | 5000m mannen 1e 500 m vrouwen 1e 500 m mannen 3000 m vrouwen                                       |
| Zaterdag 15 november | 1000 m vrouwen 1000 m mannen ploegenachtervolging mannen ploegenachtervolging vrouwen              |
| Zondag 16 november   | 1500 m vrouwen 1500 m mannen 2e 500 m vrouwen 2e 500 m mannen massastart vrouwen massastart mannen |

## Podia

### Mannen
| Wedstrijd            | Goud                                                    | Tijd              | Zilver                                                | Tijd              | Brons                                                         | Tijd              |
| 1e 500 m             | Jan Smeekens Nederland                                  | 35,06             | Pavel Koelizjnikov Rusland                            | 35,16             | Roeslan Moerasjov Rusland                                     | 35,24             |
| 2e 500 m             | Pavel Koelizjnikov Rusland                              | 34,96 BR          | Jan Smeekens Nederland                                | 35,09             | Ryohei Haga Japan                                             | 35,17             |
| 1000 m               | Pavel Koelizjnikov Rusland                              | 1.09,23 BR        | Kjeld Nuis Nederland                                  | 1.09,27           | Samuel Schwarz Duitsland                                      | 1.09,77           |
| 1500 m               | Kjeld Nuis Nederland                                    | 1.45,97 BR        | Wouter olde Heuvel Nederland                          | 1.46,52           | Koen Verweij Nederland                                        | 1.46,90           |
| 5000 m               | Sven Kramer Nederland                                   | 6.20,90 BR        | Aleksandr Roemjantsev Rusland                         | 6.23,56           | Wouter olde Heuvel Nederland                                  | 6.24,03           |
| Massastart           | Lee Seung-hoon Zuid-Korea                               | 8.16,99 60 punten | Kim Cheol-min Zuid-Korea                              | 8.17,23 40 punten | Bart Swings België                                            | 8.17,28 20 punten |
| Ploegenachtervolging | Nederland Sven Kramer Wouter olde Heuvel Douwe de Vries | 3.43,68 BR        | Zuid-Korea Kim Cheol-min Ko Byung-wook Lee Seung-hoon | 3.47,15           | Rusland Aleksandr Roemjantsev Danila Semerikov Danil Sinitsyn | 3.48,22           |

### Vrouwen
| Wedstrijd            | Goud                                               | Tijd              | Zilver                                      | Tijd              | Brons                                                          | Tijd              |
| 1e 500 m             | Lee Sang-hwa Zuid-Korea                            | 38,07             | Nao Kodaira Japan                           | 38,18             | Olga Fatkoelina Rusland                                        | 38,50             |
| 2e 500 m             | Lee Sang-hwa Zuid-Korea                            | 37,92 BR          | Nao Kodaira Japan                           | 38,06             | Vanessa Bittner Oostenrijk                                     | 38,33             |
| 1000 m               | Marrit Leenstra Nederland                          | 1.16,23 BR        | Ireen Wüst Nederland                        | 1.16,34           | Li Qishi China                                                 | 1.16,54           |
| 1500 m               | Ireen Wüst Nederland                               | 1.56,93 BR        | Marrit Leenstra Nederland                   | 1.57,76           | Joelia Skokova Rusland                                         | 1.58,10           |
| 3000 m               | Ireen Wüst Nederland                               | 4.04,91 BR        | Martina Sáblíková Tsjechië                  | 4.06,11           | Jorien Voorhuis Nederland                                      | 4.07,04           |
| Massastart           | Ivanie Blondin Canada                              | 8.33,24 61 punten | Nana Takagi Japan                           | 8.33,44 40 punten | Irene Schouten Nederland                                       | 8.33,54 20 punten |
| Ploegenachtervolging | Nederland Marije Joling Marrit Leenstra Ireen Wüst | 3.02,54           | Japan Ayaka Kikuchi Maki Tabata Nana Takagi | 3.04,78           | Duitsland Gabriele Hirschbichler Bente Kraus Claudia Pechstein | 3.06,51           |